# Dorcadion purkynei
Dorcadion purkynei là một loài bọ cánh cứng trong họ Cerambycidae.